# Mang, Dehong
Ej att förväxla med Luxi, Honghe, ett härad i Yunnan-provinsen.
Mang, tidigare känd som Lusi eller Luxi, är en stad på häradsnivå och huvudort i Dehong, en autonom prefektur för dai- och jingpo-folken i Yunnan-provinsen i sydvästra Kina.  Den ligger  omkring 440 kilometer väster om provinshuvudstaden Kunming. 